# Ovídio de Abreu
Ovídio Xavier de Abreu (Pará de Minas, 28 de setembro de 1898 — Rio de Janeiro, 13 de dezembro de 1990) foi um economista e político brasileiro. Formado em Direito pela Faculdade Nacional de Direito, fez carreira no Banco do Brasil, tendo chego até a presidência do banco estatal em 1948. Sua experiência bancária também o tornou Secretário de Finanças e Secretário da Fazenda de Minas Gerais.
Era filiado ao Partido Social Democrático (PSD), partido o qual ajudou a fundar, tendo sido deputado federal por Minas Gerais em quatro mandatos e eleito para um quinto, neste último, pela Aliança Renovadora Nacional (ARENA). Em sua primeira eleição, foi o deputado mais votado de Minas Gerais até então.

## Primeiros anos
Ovídio Xavier de Abreu nasceu no dia 28 de setembro de 1898 em Pará de Minas, em Minas Gerais. Era filho do fazendeiro Alexandre Abreu e Silva e de Rosina Amélia Xavier de Abreu.
Fez seus estudos no grupo escolar de Pará de Minas, no Externato Professor José Pereira da Costa e no Instituto Lafayette, no Rio de Janeiro. Se tornou técnico em economia e finanças, o que o levaria a prestar concurso para o Banco do Brasil e ser aprovado, em 1919.
No banco, ocupou cargos em agências do banco de vários de estados do país. Ficou em Goiás até 1926, retornou ao Rio de Janeiro e depois se tornou gerente em Bagé, no Rio Grande do Sul. Viajou ao Reino Unido, ao México e aos Estados Unidos, para o estudo da organização de entidades públicas ligadas à economia, às finanças e à administração, a serviço do Banco do Brasil.

## Vida pública

### Em Minas Gerais
Quando Benedito Valadares, seu amigo de juventude, foi nomeado interventor federal em Minas Gerais em 1933, ele se tornou chefe de gabinete dele, mas ficou apenas por dois meses no cargo. Por sua experiência no Banco do Brasil, se tornou secretário de Finanças de Minas Gerais em fevereiro de 1934, cargo que ocupou até maio de 1941. Na gestão, participou dos congressos cafeeiros de 1934 e 1940, o que lhe traria uma nova experiência nesta área. Ainda ficou interinamente no lugar de Valadares como interventor federal quando ele teve que se afastar para poder ser eleito governador mineiro em abril de 1935. Depois de passar pela secretaria de finanças, foi nomeado Secretário Estadual de Interior e Justiça, ficando no cargo entre maio de 1941 e dezembro de 1944.

### Departamento Nacional do Café
Em 1944, o presidente Getúlio Vargas nomeou Ovídio para a presidência do Departamento Nacional do Café (DNC), no lugar de Jaime Fernandes Guedes. O cargo foi extremamente desafiador, já que os Acordos de Washington fixaram preços estáveis para o café até 1946, gerando uma imensa insatisfação dos cafeicultores e uma crise de escoamento da produção de café. A situação só piorou com a deposição de Getúlio Vargas em 1945. Neste ano, Ovídio pediu exoneração do DNC. Em 1946, o novo presidente, Eurico Gaspar Dutra, pediu a ele para reassumir o cargo. Ele aceitou, mas em sua nova gestão cuidou praticamente apenas da liquidação do Departamento Nacional do Café, que foi oficialmente extinto em junho de 1946.
Durante esse período, Ovídio de Abreu foi um dos fundadores de um novo partido, o Partido Social Democrático (PSD), formado principalmente por interventores como seu amigo Benedito Valadares e tendo tendência pró-getulista.

### Retorno a Minas Gerais
Após deixar o DNC, Ovídio de Abreu passou a ajudar a organização do Partido Social Democrático em Minas Gerais. 
Paralelamente, em outubro de 1946, foi nomeado diretor da Carteira de Redescontos do Banco do Brasil, e logo depois, se tornou chefe de gabinete do ministro da Fazenda, Pedro Luís Correia de Castro. Entre setembro e novembro de 1948, com Pedro Luís doente, assumiu interinamente o Ministério da Fazenda. Em 1949, foi nomeado presidente do Banco do Brasil, ficando no cargo entre 29 de julho daquele ano e 18 de dezembro de 1950. Foi o primeiro funcionário de carreira do banco a chegar em seu posto mais alto. Sua gestão foi marcada por benefícios econômicos e ao funcionalismo do banco.
Sua gestão, no final do governo de Eurico Gaspar Dutra, foi alvo de um inquérito sobre donativos supostamente indevidos feitos pelo banco, mas ele negou as acusações.

### Deputado Federal
Enquanto isso, o PSD se organizava para a eleição presidencial de 1950, e Ovídio é cogitado para ser o candidato do partido com o apoio de um grupo de políticos mineiros. Quando a União Democrática Nacional (UDN) lançou o brigadeiro Eduardo Gomes como candidato, surgem boatos de uma aliança entre o PSD e o Partido Trabalhista Brasileiro (PTB), com Ovídio de Abreu para presidente e o petebista Joaquim Pedro Salgado Filho como vice, e que Getúlio Vargas apoiaria a candidatura desde que o vice fosse do PTB e que a maioria do PSD e Ademar de Barros o apoiassem. 
Com o PSD definiu Cristiano Machado como candidato, o PTB e o Partido Social Progressista (PSP), de Ademar, se uniram para apoiar o próprio Getúlio Vargas, que também acabou apoiado por parte do PSD, esvaziando a candidatura própria do partido. Getúlio acabou eleito em 1950, e Ovídio acabou se candidatando a deputado federal por Minas Gerais nas eleições gerais daquele ano, tendo sido eleito para o cargo com a maior votação do estado até então, 43.115 votos. Ele deixa o cargo de presidente do Banco do Brasil para assumir o mandato no dia 1º de fevereiro de 1951. 
Foi reeleito nas eleições gerais de 1954, nas eleições gerais de 1958 e nas eleições gerais de 1962 somando quatro mandatos seguidos pelo Partido Social Democrático (PSD) entre 1951 e 1967. Defendeu no parlamento a monopólio estatal do petróleo, dos minérios atômicos e das telecomunicações, e apoiava uma reforma agrária que desapropriação de latifúndios com indenização durante o mandato de João Goulart, ocasião em que esse assunto foi mais discutido. Entre 1959 e 1960, coordenou as finanças da campanha de Henrique Teixeira Lott a presidência - o General Lott era apoiado por PSD e PTB. Em 1961 foi favorável ao parlamentarismo para permitir a posse de João Goulart, mas em 1962, no entanto, apoiou a antecipação do plebiscito que restaurou o presidencialismo. Foi membro de Comissão de Constituição e Justiça em 1963 e suplente da Comissão de Economia no mesmo ano. Em 1964 virou líder do PSD na Câmara. 

### Durante a ditadura
Nas eleições de 1966, já sob a Ditadura Militar, Ovídio chegou a ser eleito para seu quinto mandato de deputado federal, agora filiado a Aliança Renovadora Nacional (ARENA), devido a extinção do PSD devido ao Ato Institucional n.º 2 (AI-2). Entretanto, pouco depois de assumir, se licenciou para retornar a Minas e se tornar Secretário da Fazenda de seu estado, a partir de 18 de abril de 1967. Ficou até 1970, quando se exonerou. Ainda em Minas Gerais, foi diretor do Serviço de Defesa Civil.
Na iniciativa privada, foi diretor da Companhia de Cimento Portland Paraíso em 1972.

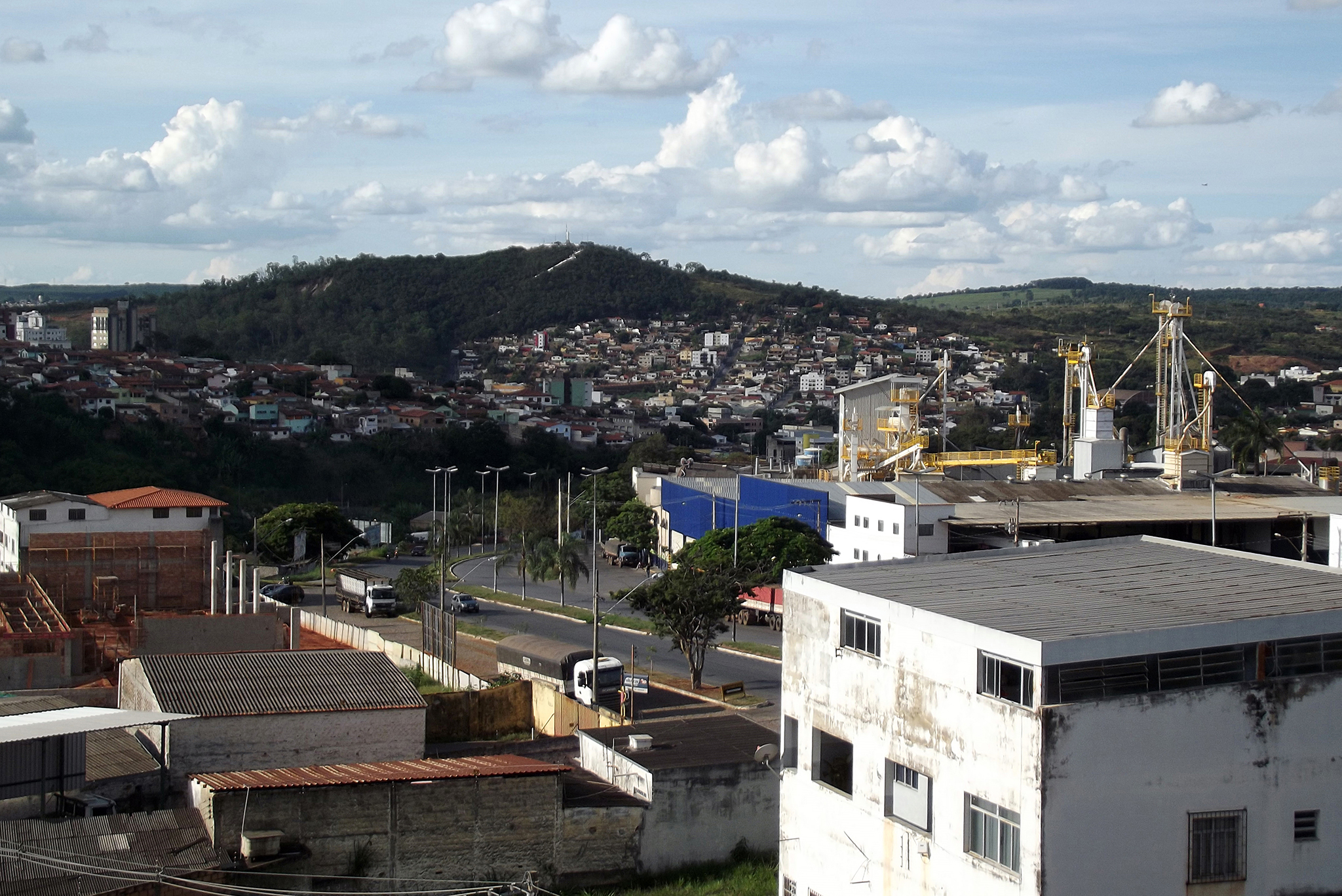
A Avenida Ovídio de Abreu, em Pará de Minas, leva o nome do político.

## Vida pessoal e morte
Em 22 de março de 1952, casou-se com Júlia Santos de Abreu em Araxá. Júlia era filha de um comerciante da cidade mineira, e o casamento, realizado por Dom Carlos Carmelo de Vasconcelos Mota, foi prestigiado por nomes importantes da época: além de Benedito Valadares, estavam na cerimônia o senador e magnata das comunicações Assis Chateaubriand, o governador mineiro Juscelino Kubitschek e sua primeira-dama Sarah Kubitschek, o governador potiguar Sílvio Pedrosa e o governador alagoano Arnon Afonso de Farias Melo.
Tinha o sonho de se formar em Direito, que foi atrasado devido a carreira política e no Banco do Brasil. Consegue entrar em 1957 na Faculdade Nacional de Direito, no Rio de Janeiro, concluído o bacharelado em 1961.
Fixou residência no Rio de Janeiro após se retirar da vida pública. Faleceu na cidade, no dia 13 de dezembro de 1990. Deixou quatro filhos de seu casamento com Júlia Santos de Abreu: Ovídio de Abreu Filho, Alexandre Santos de Abreu, Júlia de Abreu e Randolfo Santos de Abreu. Em sua cidade-natal, Pará de Minas, diversos logradouros como uma avenida, um estádio de futebol e uma escola levam o nome dele.